# Grafenwinn
Grafenwinn ist ein Gemeindeteil und eine Gemarkung des Marktes Regenstauf im Landkreis Regensburg (Oberpfalz, Bayern).

## Geographie
Das Dorf liegt etwa 9 km nordöstlich von Regenstauf und 3 km östlich des Regen.

## Geschichte
Die Gemeinde Grafenwinn entstand mit dem bayerischen Gemeindeedikt von 1818. Sie umfasste folgende Orte:
- Kirchberg (Pfarrdorf, Gemeindesitz)
- Breitwies (Einöde)
- Danersdorf (Weiler)
- Elendhalbstraße (Einöde)
- Glapfenberg (Weiler, auch Glaffenberg)
- Gnadenhof (Weiler)
- Grafenwinn (Dorf)
- Greisberg (Einöde)
- Kreuth (Einöde)
- Rappershof (Einöde)
- Wiedenhof (Einöde)

Im Zuge der Gebietsreform in Bayern wurden am 1. Januar 1971 die Gemeinde Grafenwinn nach Regenstauf eingegliedert.